# Автор

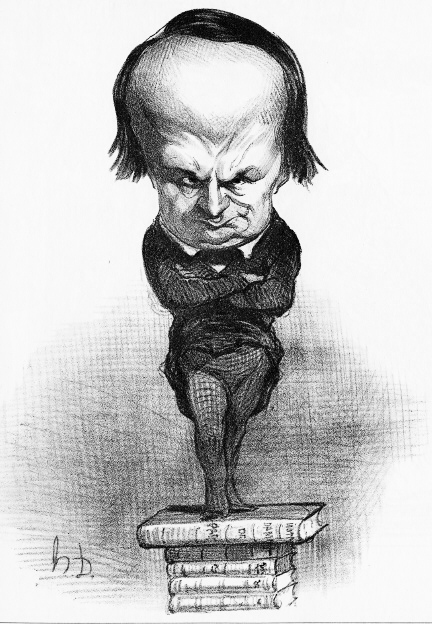
Карикатура на В. Гюго, основного вдохновителя принятия первой конвенции об авторском праве

А́втор (от лат. auctor) — человек, творческим трудом которого создано произведение. Это творец (создатель) литературного, музыкального или любого художественного произведения и вообще всякого произведения ума, воплощённого искусством. Помимо этого, под автором понимают создателя чисто научных работ, проектной документации, кода программного обеспечения, а также любых иных текстов. Права автора в отношении созданного им произведения регулируются авторским правом.
Некоторые произведения публикуются без указания имени автора — анонимно. Иногда реальным автором является вовсе не то лицо, которое указано при опубликовании (см. псевдоним, псевдоэпиграфика, литературный негр). Автор может посвятить своё произведение тому или иному лицу.
Автор литературного произведения обладает своим неповторимым авторским стилем. Соответственно, при издании классических литературных произведений часто сохраняют авторские неологизмы и даже явные грамматические и орфографические ошибки автора для максимально полной передачи авторского стиля. Иногда впоследствии они даже становятся новой литературной нормой.
В литературной теории от автора (писателя) отличают фигуру автора, которая присутствует в художественном литературном произведении и может быть не равнозначна писателю. Например, вовсе не равнозначен А. С. Пушкину рассказчик в его романе «Евгений Онегин», который произносит про главного героя романа следующие строки: «Условий света свергнув бремя, Как он, отстав от суеты, С ним подружился я в то время…»